# Omaloplia rufodorsata
Omaloplia rufodorsata är en skalbaggsart som beskrevs av Leon Fairmaire 1888. Omaloplia rufodorsata ingår i släktet Omaloplia och familjen Melolonthidae. Inga underarter finns listade i Catalogue of Life.